# Sid Meier’s Alpha Centauri
Sid Meier’s Alpha Centauri (рус. Альфа Центавра Сида Мейера; иногда называется SMAC или Alpha Centauri) — компьютерная игра в жанре пошаговая стратегия от Брайана Рейнолдса и Сида Мейера под патронатом Firaxis Games. Выпущена в 1999 году. Сюжет игры построен на вымышленной попытке людей колонизировать планету в системе Альфа Центавра. Игра начинается там, где кончается одна из предыдущих игр Рейнолдса — Civilization II. Также было выпущено дополнение под названием Sid Meier’s Alien Crossfire (рус. Перекрёстный огонь чужих Сида Мейера; SMACX или SMAX).

## Сюжет
Человечество на Земле уничтожило себя войной, болезнями, голодом и другими катастрофами. Перед самым концом ООН запускает корабль «Единство» в систему Альфа Центавра, где была обнаружена планета земного типа под названием Хирон (или просто Планета); они надеются, что самая лучшая часть человечества сможет создать там совершенную цивилизацию.
При подходе «Единства» к планете происходит нештатная ситуация, пробуждая главных офицеров из анабиоза. Во время попытки экипажа устранить неполадки убит капитан Гарланд, корабль критически повреждён, и тогда пять офицеров и два «зайца» захватывают каждый по автономному модулю корабля и садятся на Хирон. Каждый из семерых имеет свои представления о совершенном обществе, что и приводит к очередному делению нового человечества на фракции и, в дальнейшем, к войне.
В начальном видео показывается восьмой модуль, который взорвался вместе с кораблём, что подтверждает происхождение фракции Пиратов Наутилуса в SMACX.

## Обзор
Игроку предстоит взять управление одной из семи фракций. Задачей игрока является расширение границ своей фракции вплоть до окончательной победы. В отличие от «Цивилизации», игрок может сам изменять свои типы боевых и мирных единиц.

### Каналы данных
Каналы данных — система похожая на Цивилопедию из Civilization, которая показывает все изученные и возможные технологии в виде технологического древа. У каждой технологии, базового улучшения, и секретного проекта есть цитата (вымышленная либо настоящая), которая довольно точно подмечает смысл этого «файла». Настоящие цитаты включают в себя таких известных людей как Платон, Макиавелли, Иммануил Кант и других.

### Ландшафт
В отличие от Civilization, ландшафт в Alpha Centauri сделан трёхмерным. Он также отличается инопланетным разнообразием. Ландшафт можно изменять отрядами, имеющими модуль терраформирования, аналогом поселенцев/ инженеров. Как и в Civilization, ландшафт влияет на боевые качества отрядов. Например, защищающиеся единицы на каменистых «квадратах» имеют +50 % бонус к защите, тогда как артиллерия имеет бонус к атаке, если находится выше цели.

### Бой
Бой происходит, когда отряд пытается войти в «квадрат», оккупированный отрядом противника. Бой происходит почти так же как и в Civilization, за исключением того, что в Alpha Centauri моральный дух отряда имеет значение (как и в реальной жизни). Если один из противников использует пси-атаку, то оба отряда теряют защитный эффект брони.
Артиллерия может обстреливать противника на небольшой дистанции от огневой позиции. Если цель также является артиллерией, то это инициирует обычный бой между ними.

### Местная жизнь
Планета кишит жизнью, которая не ладит с людьми. Вся планета покрыта полуразумным ксеногрибком. Ксеногрибок в высокой концентрации образовывает агрессивных мозгочервей. Также существует воздушная форма червей под названием «саранча Хирона» и водная — глубинные мозгочерви. Фракции с глубоким пониманием экологии Планеты могут захватывать червей для боя и поддержания порядка на базах.

### Дипломатия
После вынужденной посадки модулей фракции потеряли связь друг с другом. После того как они друг друга найдут, они могут устраивать дипломатические переговоры, обмениваться и торговать технологиями, энергокредитами и базами. Также возможно заключать сделки и пакты, объявлять войну (вендетту) и просить перемирия. Другие фракции запоминают все действия игрока и будут вести переговоры, исходя из этих знаний.
После открытия всех фракций можно собрать Планетарный совет и избрать Планетарного губернатора. Затем можно периодически созывать съезды Совета. Фракция может созывать Совет для разрешения различных вопросов общепланетарного значения раз в 20 лет, действующий Губернатор — раз в 10 лет, но инициирование голосования по одной и той же проблеме в любом случае возможно не чаще раза в 20 лет. По многим вопросам у фракций есть один голос на каждую, а Губернатор может налагать вето. При выборах Губернатора или Верховного Лидера вес голосов зависит от количества жителей и секретных проектов фракции.

### Социальная инженерия
Вместо установленных типов правительств в Civilization Alpha Centauri позволяет изменять отдельные детали общества, что может дать бонусы в одних областях и стать причиной ущерба в других. Также другие фракции следят за выбором этих деталей и могут быть довольны или недовольны тем или иным выбором.
- Политика — способ общества принимать политические решения:
  - Пограничная — система по умолчанию. Неформальное правительство в молодых колониях для простейших решений.
  - Полицейское государство — правительство использует полицию для полного контроля над населением. У лидера много военной и гражданской власти, но экономика неэффективна.
  - Демократия — граждане избирают представителей в правительство. Стабильность этого правительства увеличивает рост и эффективность экономики и богатство государства, но граждане не любят больших скоплений военных сил.
  - Фундаменталистская — правительство под контролем религиозного лидера или секты. Этот тип правительства предоставляет преданных граждан в ущерб научному развитию.
- Экономика — как общество использует свои ресурсы:
  - Простая — система по умолчанию. Неформальная, временная экономика используемая первые несколько лет после прибытия.
  - Свободный рынок — правительство не контролирует рынок, что позволяет производить больше роскоши, но за счёт вреда окружающей среде и большого количества бедняков, которые, естественно, несчастливы.
  - Социалистическая — правительство управляет рынком по общему плану. Это улучшает продукцию и рост, за счёт эффективности.
  - Зелёная — главная цель этого типа экономики — сохранение природы. Переработка отходов помогает эффективности и снижает вред окружающей среде, но рост при этом сильно падает.
- Система ценностей культуры:
  - Выживание — самая важная ценность в первые годы на чужой планете.
  - Власть — сильный лидер ценится превыше всего, поэтому общество разрешает иметь большие вооружённые силы, но при этом страдает производство.
  - Знания — наука должна идти вперёд. Свободное течение информации увеличивает научный прогресс, но делает базы фракции легкодоступными для хакеров-шпионов.
  - Роскошь — приобретение материальных товаров. То есть общество потребления. Увеличивает экономику и продукцию при потере в моральном духе.
- Будущее общества помогает планировать будущее своей фракции:
  - Никакого — по умолчанию. Никакого общества будущего не достигнуто.
  - Кибернетическое — искусственный интеллект принял управление простейшими задачами общества, позволяя людям отводить больше времени на творчество. Рабочим не нравится когда их работу отдают машинам.
  - Эвдемония — система, в которой люди пытаются достичь своих личных возможностей. В таком обществе мирных идей гораздо больше, что приводит к упадку армии.
  - Контроль мыслей — технологии управления мыслями используются для полного подчинения населения правителям, но это приводит к сильным затратам всех ресурсов, и они вычитаются из военного бюджета, со всеми вытекающими последствиями для военной экономики.

У каждой фракции есть свои цели, и поэтому у них они стараются выбирать те детали социальной инженерии, которые больше всего им подходят.

### Оружие массового поражения
Вместо обычного ядерного оружия игрок может конструировать и запускать ракеты-убийцы городов. Прямое попадание во вражеский город стирает этот город с лица Планеты и оставляет огромный кратер. Мощность ракеты зависит от типа реактора, используемого в конструкции (от ядерного до сингулярного). Использование ОМП вызывает глобальное потепление и постепенное повышение уровня моря, а все другие фракции объявляют игроку войну (вендетту) независимо от прежних отношений, однако её длительность и агрессивность всё ещё коррелирует с ними в обратной пропорции.
Также возможна замена боеголовки на тектоническую или грибковую. Оба вида боеголовок поражают сравнительно малый участок и не вызывают всеобщее негодование. Тектоническая ракета значительно приподнимает ландшафт в точке взрыва и окружающих квадратах. Грибковая ракета создаёт крупную концентрацию ксеногрибка в точке удара, что приводит к созданию мозгочервей и других местных форм жизни. Как и в случае с ядерными боеголовками, зона поражения этих ракет зависит от типа реактора, используемого в конструкции.

## Фракции
В Альфе Центавра Сида Мейера ни одна из фракций не представляется как однозначно правильная или неправильная. У каждой из них присутствует не только план новой жизни человечества на чужой планете, но и своя философская система, обосновывающая выбранную ей идеологию и способы её воплощения в жизнь. Выбор наиболее привлекательной фракции лежит исключительно на игроке.

### Спартанская Федерация
Главная цель спартанцев — сила, дисциплина и боевая готовность. Их командир — полковник Коразон Сантьяго из Пуэрто-Рико (бывшая начальница службы безопасности на «Единстве»). Спартанцы могут строить прототипы боевых единиц без дополнительной стоимости, но при этом теряют 10 % продукции. Название их главной базы — Командование Спарты. Спартанцы ценят Власть превыше всего и ненавидят Роскошь.

Превосходящая тренировка и превосходящее вооружение повышают военную мощь в геометрической прогрессии. Хорошо тренированные и экипированные войска могут противостоять во много раз превосходящим их силам их меньших братьев, чем показывает простая арифметическая прогрессия— Полковник Коразон Сантьяго, «Спартанское боевое руководство»

### Падчерицы Гайи
Эта фракция ценит экологическую гармонию с Планетой превыше всего. Их лидер — леди Дейдра Скай (главный ботаник на «Единстве») из Шотландии. Стоит отметить очевидную игру слов:  sky (небо) — Skye. Гайанцы могут ловить червей и управлять ими, а также получают бонус к эффективности. Их солдаты имеют малый боевой дух. Название их главной базы — Посадка Гайи. Гайанцы предпочитают Зелёную экономику, но отказываются от Свободного рынка и недолюбливают Социалистическую экономику.

В великом городском зале в Саду Гайи есть высокая и очень красивая роща белой сосны, посаженная во времена первых колонизаторов. Она олицетворяет наше обещание людям и самой Планете: никогда не повторять трагедию Земли.— Леди Дейдра Скай, «Сны Планеты»

### Планетарный Университет
Главная цель этой фракции — научные достижения без границ, установленных этическими нормами. Лидер фракции — академик Прохор Захаров (имя изменили с Саратова в начале разработки) из России — бывший главный научный офицер «Единства». Университет может изучать технологии на 20 % быстрее других, но это делает их более уязвимыми для электронного шпионажа. Их главная база — База Университета. Университет ценит Знание превыше всего и начисто отрицает Фундаменталистическое правительство.

Подструктура вселенной бесконечно нисходит ко всё меньшим и меньшим составляющим. За атомами мы находим электроны, а за электронами — кварки. Каждый раскрытый слой раскрывает секреты, но также и новые загадки.— Академик Прохор Захаров «Поскольку я вкусил Плод»

### Миротворческие Силы
Эта фракция придерживается идеалов ООН и пытается добиться мира дипломатией. Лидер миротворцев — уполномоченный Правин Лал (бывший старпом «Единства») из Индии. Голоса миротворцев при выборе Планетарных лидеров считаются дважды. Их главная база — Штаб ООН. Миротворцы предпочитают Демократическое правительство, так как граждане не потерпят правление Полиции и косо смотрят на Фундаментализм.

Как американцы так мучительно узнали в заключительном столетии Земли, свободный поток информации — единственная гарантия против тирании. Некогда скованные люди, чьи лидеры, наконец, освобождают свой ухват на потоке информации, скоро взорвутся свободой и жизнью, но свободная нация, постепенно сжимая свою власть над общественной беседой, начала своё быстрое падение к деспотизму. Остерегайтесь того, кто отрицает вам доступ к информации, ибо в своём сердце он мнит себя вашим хозяином.— Уполномоченный Правин Лал, «Предисловие библиотекаря»

### Человеческий Улей
Коммунистическая фракция, базы которых в основном находятся под землёй. Их лидер — председатель Шэнцзи Ян (бывший глава охраны на «Единстве») из Китая. Рост Улья имеет бонус 10 %, но при этом сам он теряет в экономических доходах. Их главная база — Улей. Улей оказывает предпочтение Полицейскому правительству, считая Демократию и Фундаментализм неэффективными.

Учитесь преодолевать тупые требования плоти и кости, ибо они искажают матрицу, через которую мы воспринимаем мир. Расширьте своё сознание вне, за пределы «я» тела, дабы принять «я» группы и «я» человечества. Цели группы и более великой расы трансцендентны, и принять их суть достичь просвещения.— Председатель Шэнцзи Ян, «Сборник эссе о разуме и материи»

### Верующие в Господа
Религиозная фракция, ненавидящая светскую технологию. Их лидер — сестра Мириам Всеблагая (капеллан «Единства») из Христианских Штатов Америки. Их вера даёт им +25 % к атаке и увеличивает моральный дух их шпионов. Из-за недоверия к науке их исследования теряют 20 % скорости. Их главная база — Новый Иерусалим. Сторонники предпочитают Фундаменталистическое правительство, но отказываются ценить Знание. Также им не импонирует идея Демократического или Полицейского правительства.

Добродетель не падёт перед неумолимой поступью прогресса. Пусть песнь прошлого блёкнет в испытаниях будущего, Бог всё ещё наблюдает и судит нас. Зло подстерегает нас в каналах данных так же как оно нас подстерегало на улицах прошлого. Но сами улицы никогда не были злыми.— Сестра Мириам Всеблагая, «Священная борьба»

### Морган Индастриз
Капиталистическая фракция, живущая в роскоши. Их лидер — генеральный директор Нуабудике Морган (его компания вложила капитал в «Единство», и он тайком пробрался на корабль) из Намибии. Как и следовало ожидать, морганиты получают дополнительную прибыль, но их солдаты требуют большую зарплату. Их главная база — Морган Индастриз. Морганиты предпочитают Свободный рынок, отрицают Социалистическую экономику и считают, что Зелёная экономика нарушает поток ресурсов и энергокредитов.

Человеческое поведение — поведение экономическое. Подробности могут меняться, но конкуренция за ограниченные ресурсы остаётся постоянной. Потребность, так же как и жадность, последовали за нами к звёздам, и награды богатства всё ещё ждут тех, кто достаточно мудры, чтобы признать это глубокое биение нашего общего пульса.— Генеральный директор Нуабудике Морган, «Центаврианская монополия»

## Условия победы
В игре существует пять способов победить, некоторые из них можно отключить в начале игры.
КооперативПозволяет союзникам победить вместе, если один из них сможет сделать следующее.
ВоеннаяВоенная победа — когда все другие фракции уничтожены или сдались. Если кооператив включён, то до трёх союзников могут разделить победу.
ЭкономическаяЕсли у фракции есть достаточно энергии для захвата всех баз на Планете невоенным путём, то она может выиграть экономическую победу, пытаясь захватить рынок. Захват продолжается на протяжении 20 ходов и прерывается при потере штаба.
ДипломатическаяЕсли лидер фракции будет избран Верховным Лидером Планеты, то все другие фракции должны сдаться. Те, кто откажется, должны быть уничтожены; в этом случае происходит военная победа.
ПревосходствоПосле окончания секретного проекта Возвышение к Превосходству всё человеческое население Хирона оставляет свои тела и соединяется с разумом Планеты. Те, кто закончил этот проект, оставляют свою индивидуальность. Кроме того, финальный текст указывает на то, что опустошённая ядерной войной Земля была вновь заселена жителями Планеты и людьми через некоторое время.

## Дополнения
Alien Crossfire
Через месяц после релиза Alpha Centauri в феврале 1999 года Firaxis начала работу над дополнением «Alien Crossfire». В Alien Crossfire представлены семь новых фракций, новые технологии, новые объекты, новые секретные проекты, новые инопланетные формы жизни, новые специальные способности боевых единиц, новые условия победы и несколько дополнительных концепций и стратегий. В команду разработчиков входили Трейн (англ. Train) в качестве продюсера и дизайнера, Крис Пайн (англ. Chris Pine) в качестве программиста, Джером Атерхолт (англ. Jerome Atherholt) и Грег Ферч (англ. Greg Foertsch) в качестве художников, и Дуг Кауфман (англ. Doug Kaufman) в качестве содизайнера и ответственного за игровой баланс.

## Книги
Сотрудник Firaxis Майкл Илай периодически выпускал детальную историю путешествия к Хирону и разделения корабля как часть рекламной кампании игры. Этот рассказ «Путешествие к Центавре» можно скачать с официального сайта игры (так как рассказ был выпущен в начале разработки игры, то лидер Университета всё ещё назван Саратовым, а не Захаровым). Там же можно скачать историю «Прибытие», вводя код SMACX.
В дополнение к этому, Майкл Илай написал трилогию дальнейшей судьбы колонистов. Каждая из этих книг отдалённо основана на одном из трёх сценариев категории «Фракция против фракции»: миротворцы против спартанцев, гайанцы против морганитов, верующие против университета.
- «Рассвет Центавры» (Centauri Dawn) — ISBN 0-671-04077-4
- «Солнце дракона» (Dragon Sun) — ISBN 0-671-04078-2
- «Сумерки разума» (Twilight of the Mind) — ISBN 0-671-04079-0

Существует также графический роман «Альфа Центавра: Сила червей мысли» Стива Дарнелла, иллюстрированный Рафаэлем Каянаном.

## Оценки
| Сводный рейтинг       | Сводный рейтинг |
| Агрегатор             | Оценка          |
| --------------------- | --------------- |
| GameRankings          | 91,88 %         |
| Русскоязычные издания |                 |
| Издание               | Оценка          |
| Game.EXE              | [ 6 ]           |
| «Игромания»           | 10/10           |
| «Страна игр»          | 9,0 из 10       |